# Cypress Park
Cypress Park är en park i Kanada.   Den ligger i provinsen British Columbia, i den sydvästra delen av landet, 3 500 km väster om huvudstaden Ottawa. Cypress Park ligger 1 182 meter över havet.
Terrängen runt Cypress Park är bergig åt nordost, men åt sydväst är den kuperad. Havet är nära Cypress Park västerut. Runt Cypress Park är det tätbefolkat, med 550 invånare per kvadratkilometer.. Närmaste större samhälle är West Vancouver, 9,6 km söder om Cypress Park. 
I omgivningarna runt Cypress Park växer i huvudsak barrskog.